# Carrossel holandês
Carrossel neerlandês foi o nome dado pelo jornalista esportivo Apparício Pires, pai do treinador Eduardo Pires, ao esquema tático utilizado pela Seleção Neerlandesa de Futebol na Copa do Mundo FIFA de 1974. 

## História
Ficou mais conhecido em língua portuguesa como "Carrossel Neerlandês" embora possa também ser referida como "Futebol total" 
O esquema parecia uma versão melhorada do esquema tático da Hungria de 1954 e foi chamado de "carrossel" porque os jogadores não tinham posições fixas e circulavam pelo campo, buscando sempre o gol. O criador do esquema foi o treinador Rinus Michels. Sua equipe devolvia o futebol de seus grandes dias do passado, quando o gol era, acima de tudo, a própria razão de ser do jogo. Mas não residia apenas nisso o seu encanto, era uma equipe extremamente tática, fazia a bola rolar de pé em pé, em jogadas ensaiadas com admirável talento coletivo.
Logo na sua estreia contra o Uruguai, a imprensa mundial viu uma seleção praticando um futebol bonito, harmonioso e eficiente. Do ponto de vista coletivo, a seleção holandesa era quase perfeita. É como se fosse uma orquestra que tinha como regente o elegante Johann Cruyff. Na Copa do Mundo de 1974, Cruyff se tornava o novo rei do futebol. Era o símbolo vivo daquela seleção que os estrategistas batizaram de "Carrossel Neerlandês".